# ایتاپیتانگا

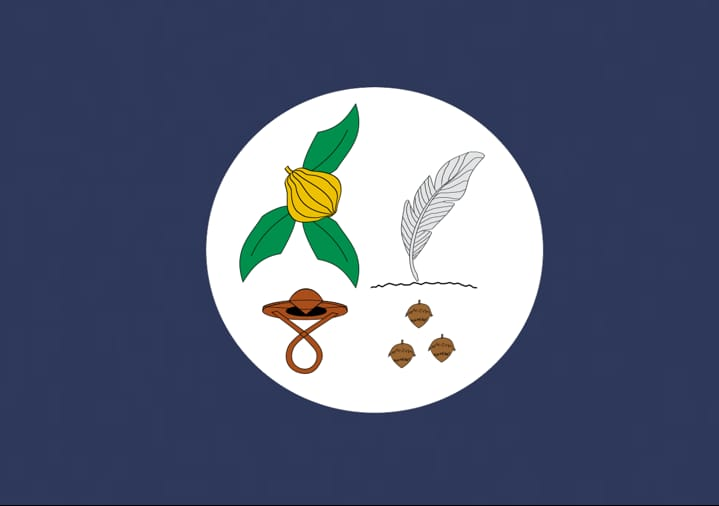
نماد ایتاپیتانگا

ایتاپیتانگا (به پرتغالی: Itapitanga) یک منطقهٔ مسکونی در برزیل است که در باهیا واقع شده‌است. ایتاپیتانگا ۱۰٬۲۹۸ نفر جمعیت دارد.